# Rio Duth Kosi

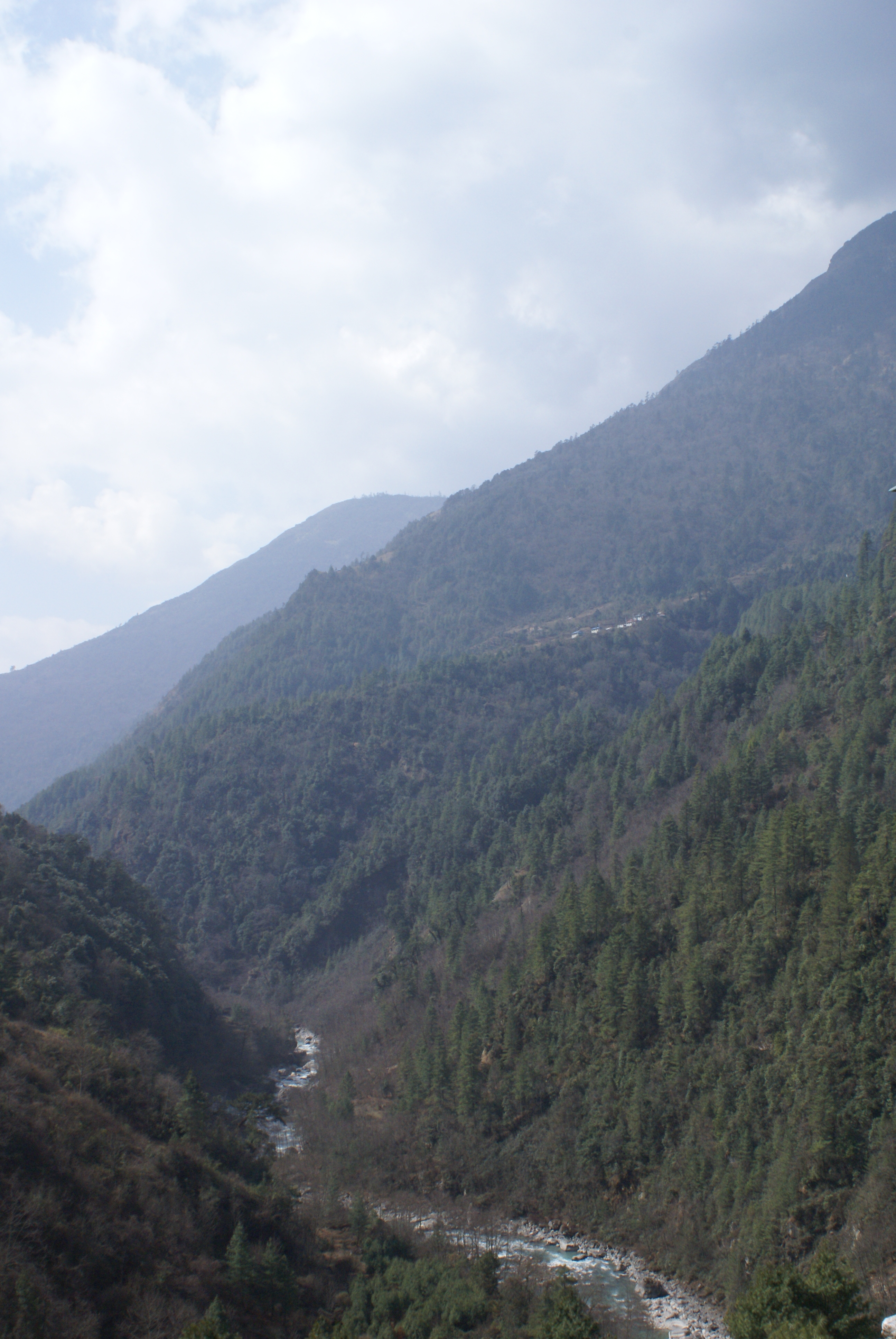
O rio Duth Kosi

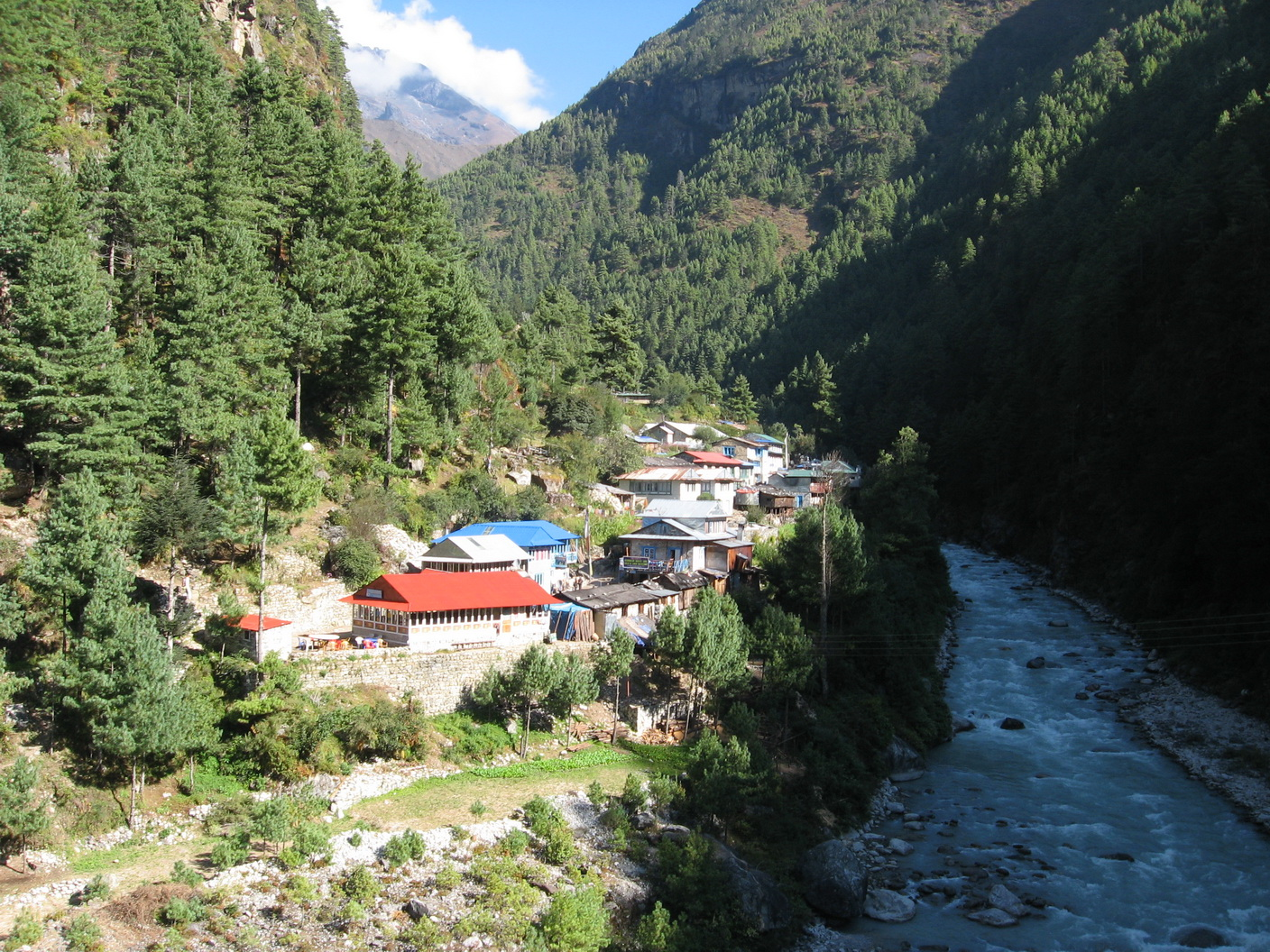
O rio Duth Kosi e o vilarejo de Jorsale

Dudh Kosi é um rio no leste do Nepal.

## Curso
O rio drena o maciço do Monte Everest, o pico mais alto do mundo. Ele inicia logo a leste dos Lagos Gokyo e flui para o sul passando a leste de Namche Bazaar. Mais a sul, o Dudh Kosi sai do Sagarmatha National Park e passa para o oeste de Lukla. O Khola Lamding junta ao Duth Kosi a sudoeste de Surkya e continua seu curso para sul até Harkapur, onde ele se une ao Sun Kosi.

## Sistema do rio Kosi
O rio Kosi drena o leste do Nepal. É conhecido também como Sapt Koshi por causa dos sete rios que se unem no centro-leste do Nepal para formar este rio. Os principais rios que formam o sistema de Kosi são: o Sun Kosi, o rio Indravati, o Bhola Kosi, o Dudh Kosi, o rio Arun, o rio Barun, e o rio Tamur. O rio combinado flui através do desfiladeiro de Chatra em direção ao sul.

## Caiaque
A expedição britânica sob a liderança de Mike Jones foi a primeira a descer o rio em caiaques em 1976.